# Ductus arterioso persistente

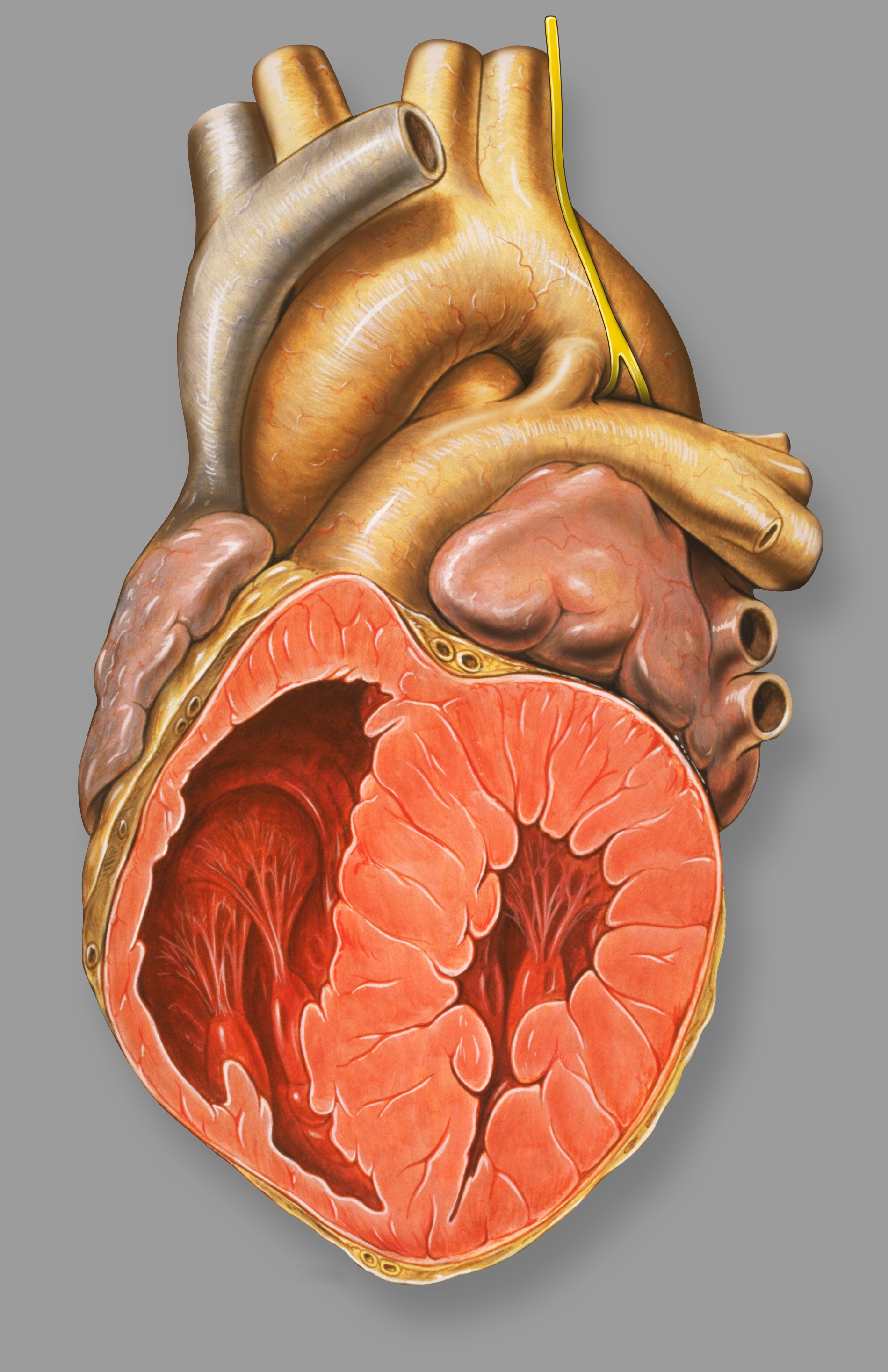
Ductus arteriosus. Puede observarse la comunicación entre la arteria aorta y la arteria pulmonar.

El ductus arterioso persistente o conducto arterioso persistente (CAP) o persistencia del conducto arterioso (PCA) es la persistencia, después de nacer, de la comunicación que habitualmente existe entre el sistema arterial pulmonar y la aorta durante la vida fetal, denominado ductus arteriosus. La causa se desconoce y en el 90 por ciento de los casos se presenta como un defecto único.
Es más frecuente en mujeres, niños prematuros y en infecciones por rubéola materna, no produce casi nunca problemas funcionales al nacer. Se puede detectar por la existencia de un soplo o ruido cardíaco continuo (soplo en maquinaria).
Inicialmente no hay cianosis, pero con el tiempo se desarrolla una enfermedad obstructiva de los vasos pulmonares, lo que produce una inversión del flujo sanguíneo y cianosis. El conducto arterioso persistente debe cerrarse a la edad más temprana posible.  El tratamiento de elección es el cateterismo terapéutico que consiste en introducir a través de catéter un dispositivo que ocluya el ductus. En algunas circunstancias, como pacientes prematuros puede ser necesaria una intervención quirúrgica.

## Causas
El conducto arterial persistente afecta con más frecuencia a las niñas que a los niños. La afección es más común en bebés prematuros y aquellos que presentan síndrome de dificultad respiratoria neonatal. Los bebés con trastornos genéticos, como el síndrome de Down, y cuyas madres hayan contraído rubéola durante el embarazo están en mayor riesgo de padecer este problema.
El conducto arterioso persistente es común en bebés con problemas cardíacos congénitos tales como el síndrome del corazón izquierdo hipoplásico, transposición de los grandes vasos y estenosis pulmonar.

## Síntomas
Es posible que un conducto arterial persistente pequeño no cause ningún tipo de síntomas. Sin embargo, algunos bebés pueden tener síntomas como:
- Respiración rápida
- Malos hábitos de alimentación
- Pulso rápido
- Dificultad para respirar
- Sudoración al alimentarse
- Cansancio con mucha facilidad
- Retraso en el crecimiento

## Pruebas y exámenes
Los bebés con conducto arterial persistente con frecuencia presentan un soplo cardíaco que se puede escuchar con un estetoscopio; sin embargo, en los bebés prematuros, es posible que dicho soplo no se pueda oír. El médico puede sospechar de la afección si el bebé tiene problemas para respirar o alimentarse poco tiempo después del nacimiento.
Se pueden observar cambios en radiografías del tórax. El diagnóstico se confirma con una ecocardiografía.
Algunas veces, es posible que un conducto arterial persistente y pequeño no se diagnostique hasta más tarde en la infancia.

## Tratamiento

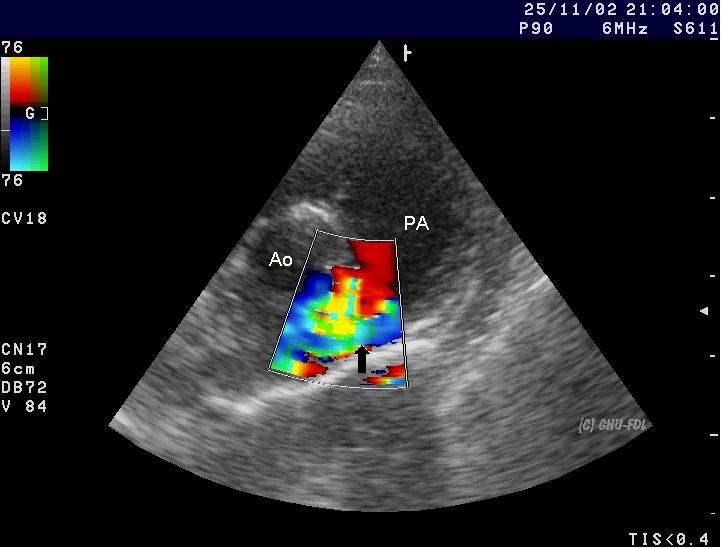
Eco-doppler donde se aprecia el ductus entre arteria pulmonar y aporta.

El objetivo del tratamiento, si el resto de la circulación es normal o casi normal, es cerrar el conducto arterial persistente. Si el bebé tiene otros problemas o anomalías cardíacas, mantener el CAP abierto puede salvarle la vida. Se puede usar un medicamento para evitar que se cierre.
Los AINES (antiinflamatorios no esteroideos) como la indometacina o el ibuprofeno pueden cerrar el ductus arterioso persistente. Por otro lado, las prostaglandinas mantienen abierto el Ductus.
Algunas veces, un CAP puede cerrarse por sí solo. En los bebés prematuros, a menudo se cierra dentro de los primeros 2 años de vida. En los bebés a término, un CAP rara vez se cierra por sí solo después de las primeras semanas.
Cuando se necesita tratamiento, medicamentos como la indometacina o ibuprofeno generalmente son la primera opción. Los medicamentos pueden funcionar muy bien para algunos recién nacidos y provocan pocos efectos secundarios. Cuanto antes se administre el tratamiento, mayor será la probabilidad de éxito.
Si estas medidas no funcionan o no se pueden utilizar, el bebé puede necesitar otro procedimiento médico.
Un cierre transcatéter es un procedimiento en el que se emplea un tubo hueco y delgado dentro de un vaso sanguíneo. El médico introduce un espiral de metal pequeño u otro dispositivo de bloqueo a través del catéter hasta el sitio del conducto arterial persistente. Esto bloquea el flujo de sangre a través del vaso. Estos espirales le pueden ayudar al bebé a evitar la cirugía.
La cirugía puede ser necesaria si el procedimiento del catéter no funciona o no puede usarse. La cirugía consiste en hacer una pequeña incisión entre las costillas para reparar el conducto arterial persistente. Sin embargo, ésta tiene riesgos. Sopese los posibles beneficios y riesgos con el médico antes de optar por la cirugía.

## Pronóstico
Los bebés con un conducto arterioso persistente más grande podrían padecer insuficiencia cardíaca, hipertensión pulmonar o una infección en el revestimiento interno del corazón (endocarditis).